# مسجد بیت‌الفتوح

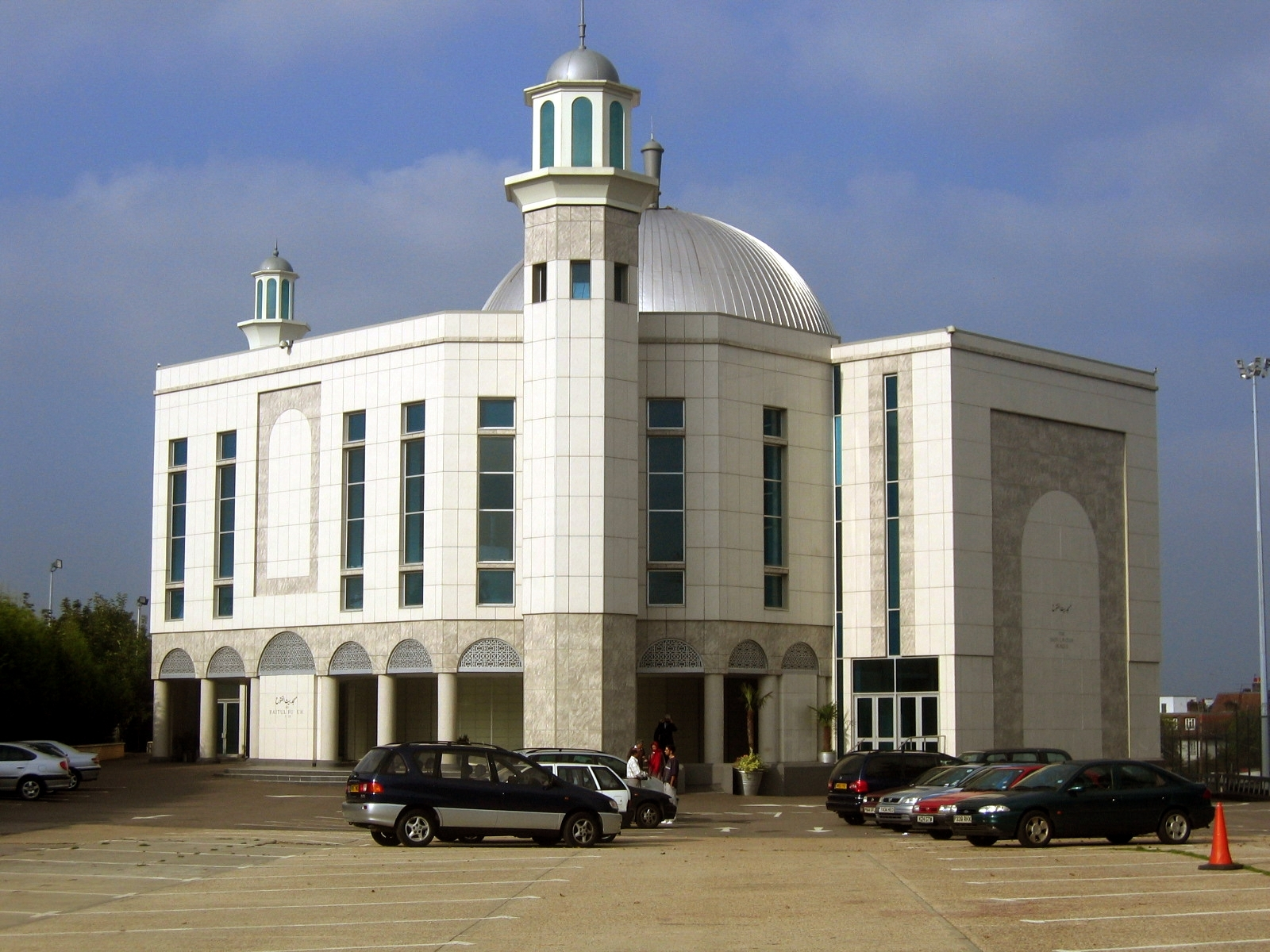
مسجد بیت الفتوح

مسجد بیت الفتوح (به انگلیسی: Bait´ul Futuh Mosque) ششمین مسجد بزرگ غرب اروپاست که توسط انجمن مسلمانان احمدیه در ۲۰۰۳ (میلادی) تأسیس شد.

## نگارخانه

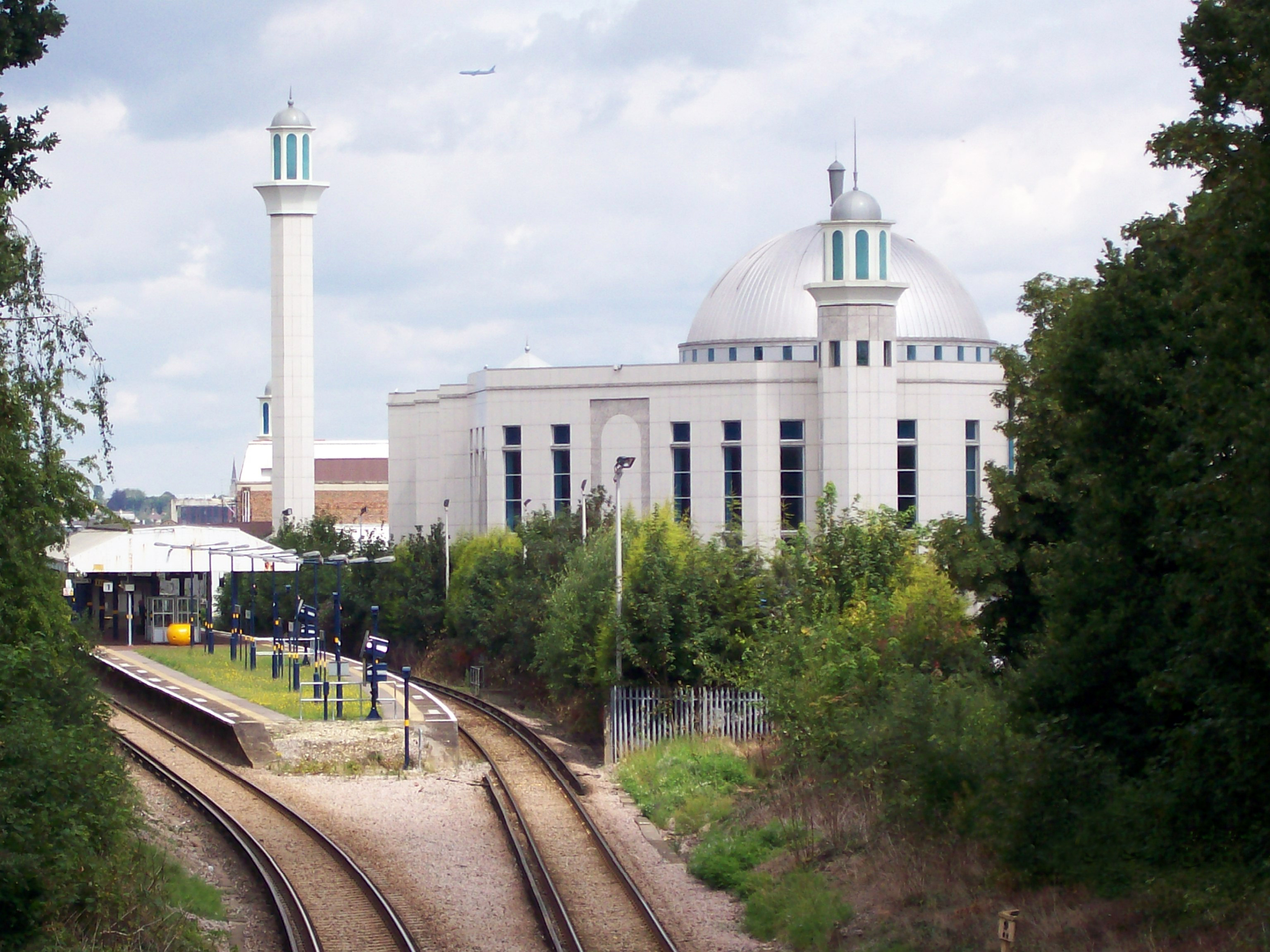
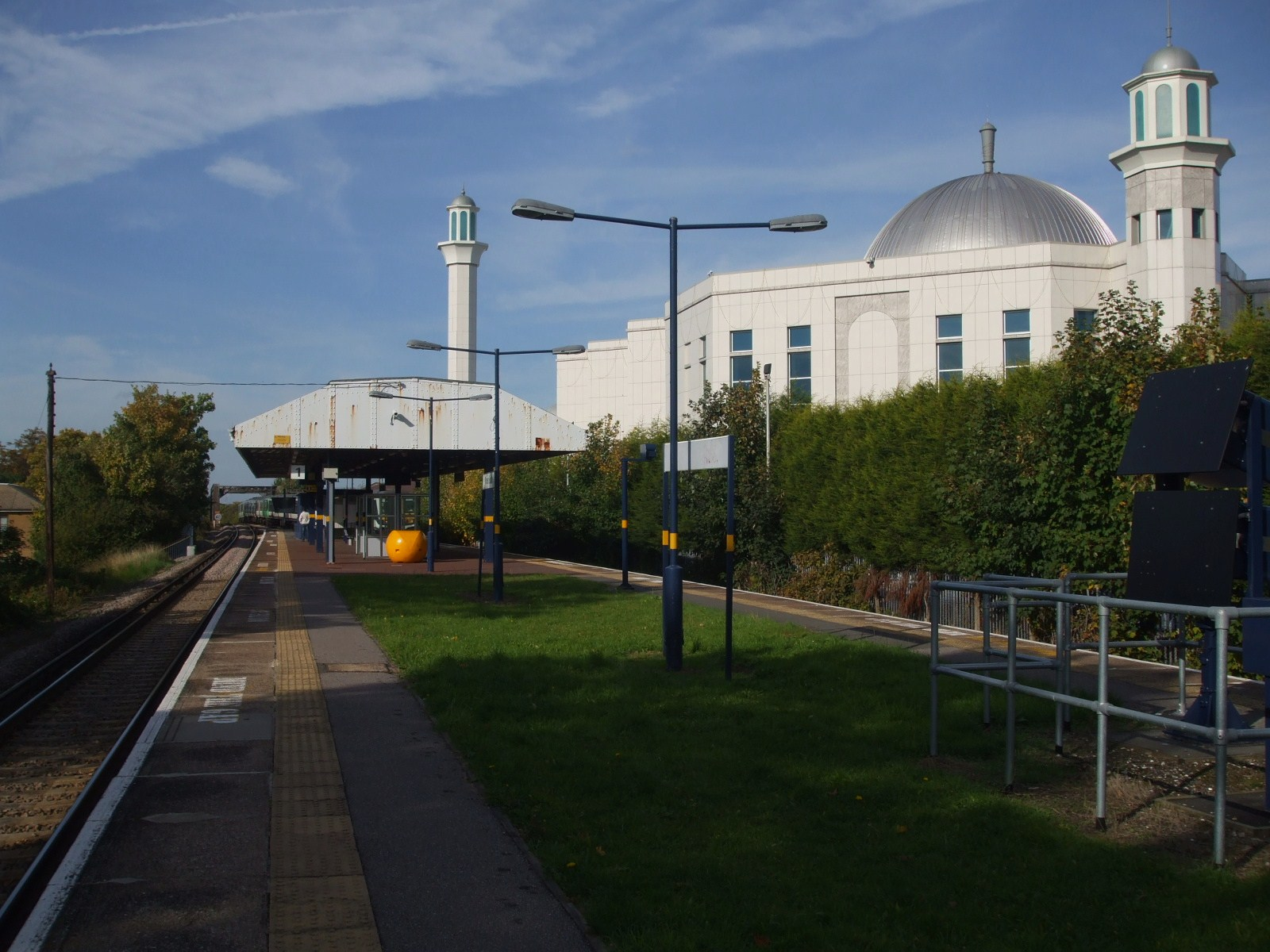
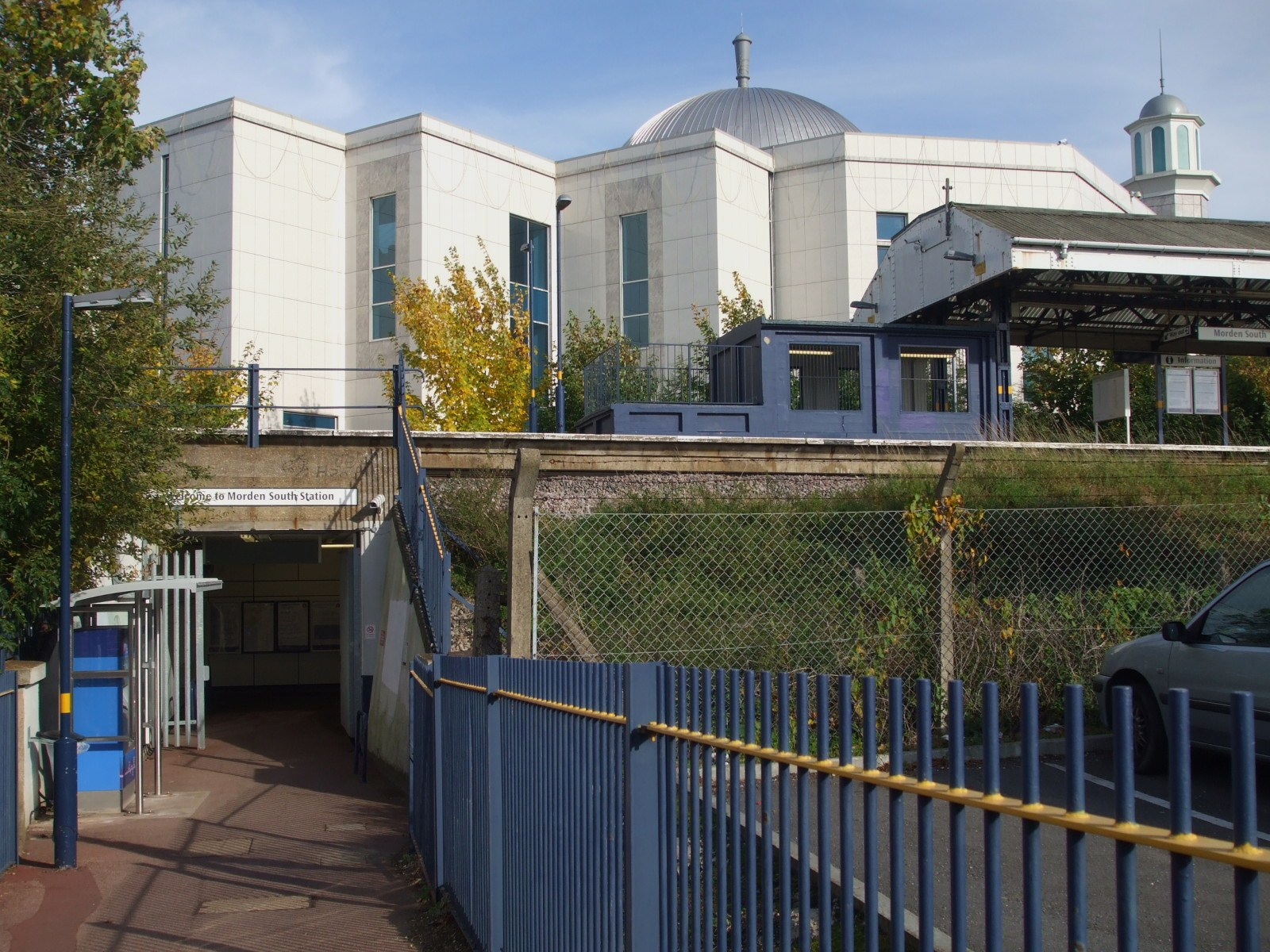
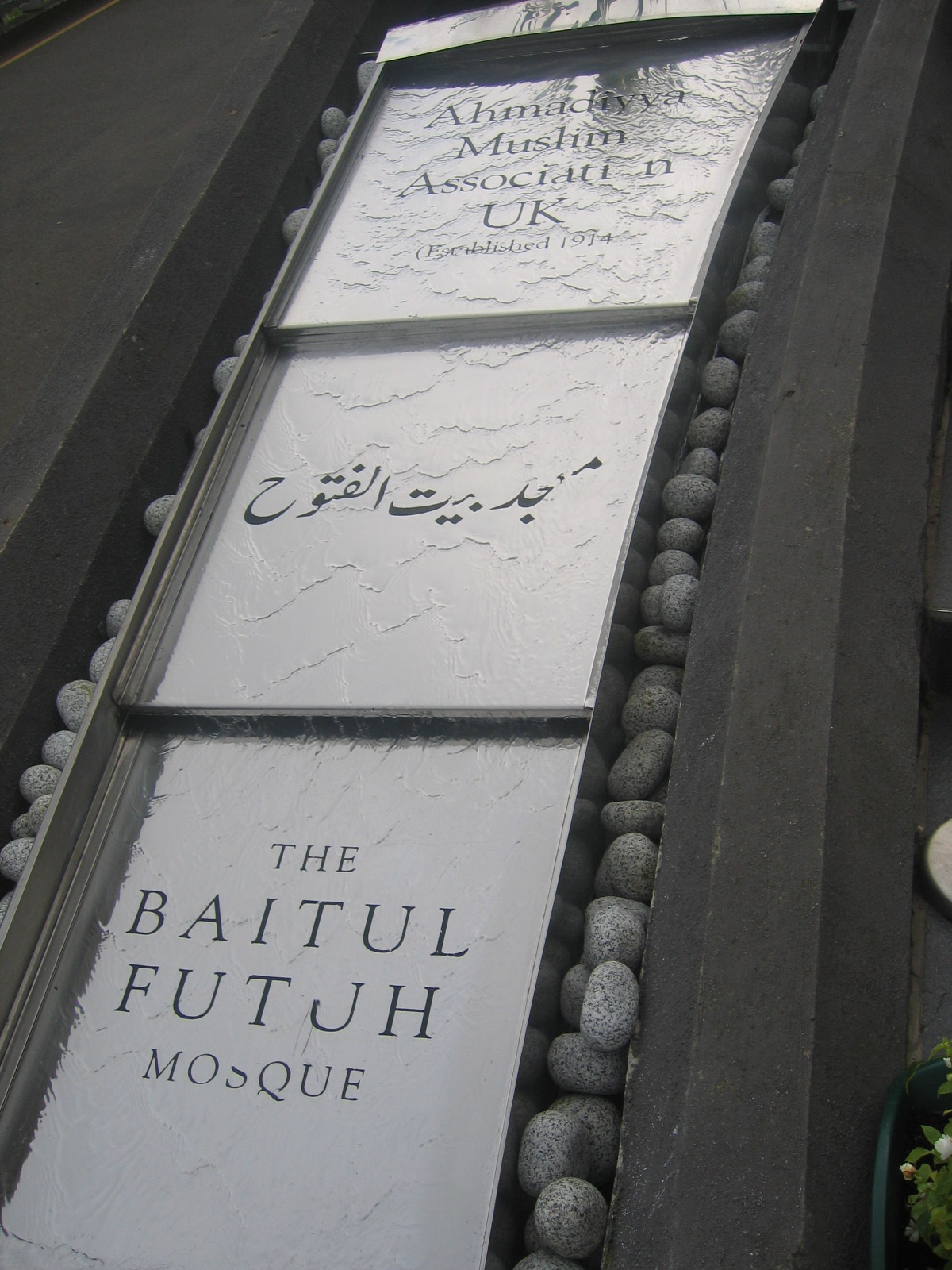
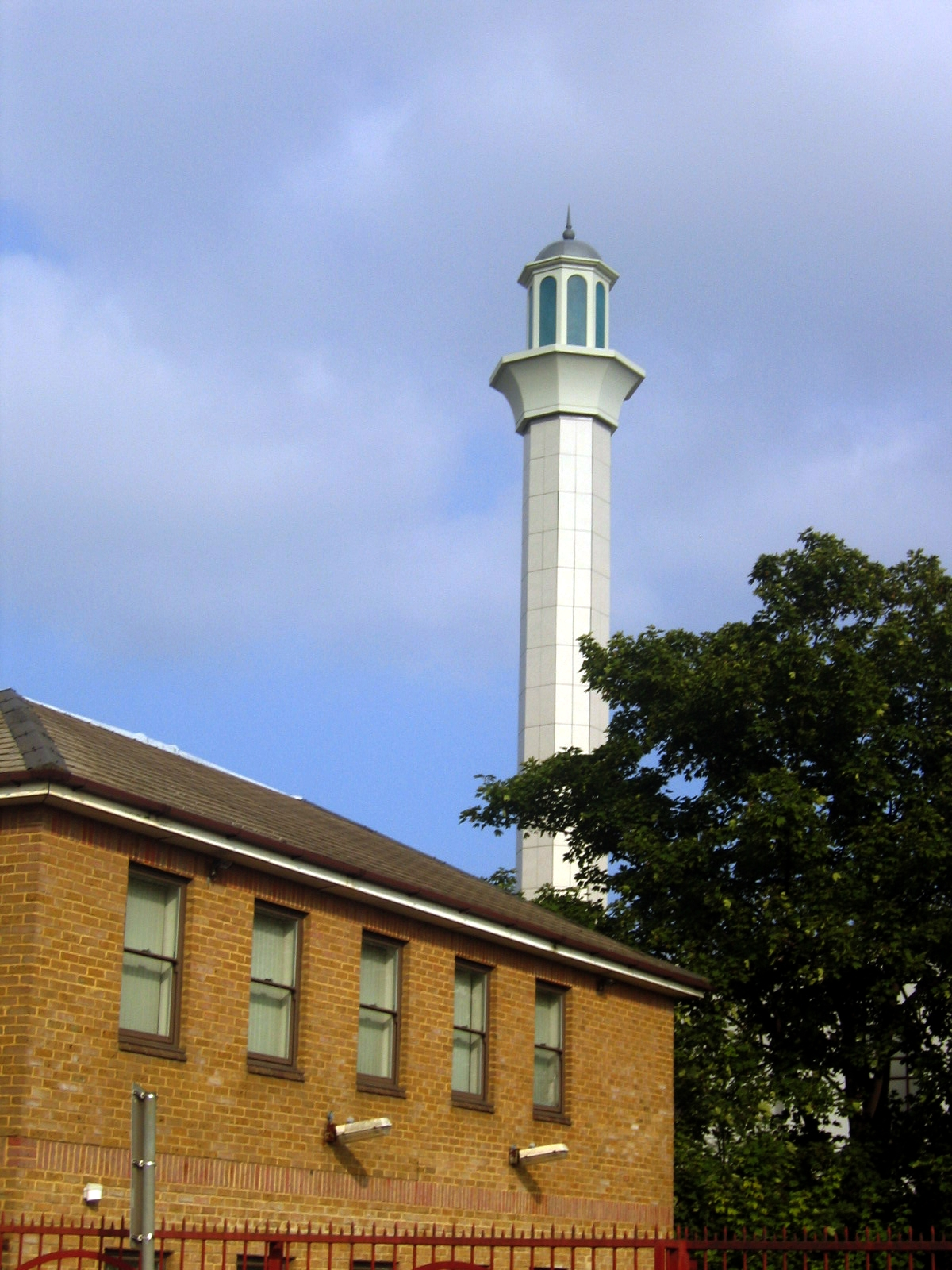
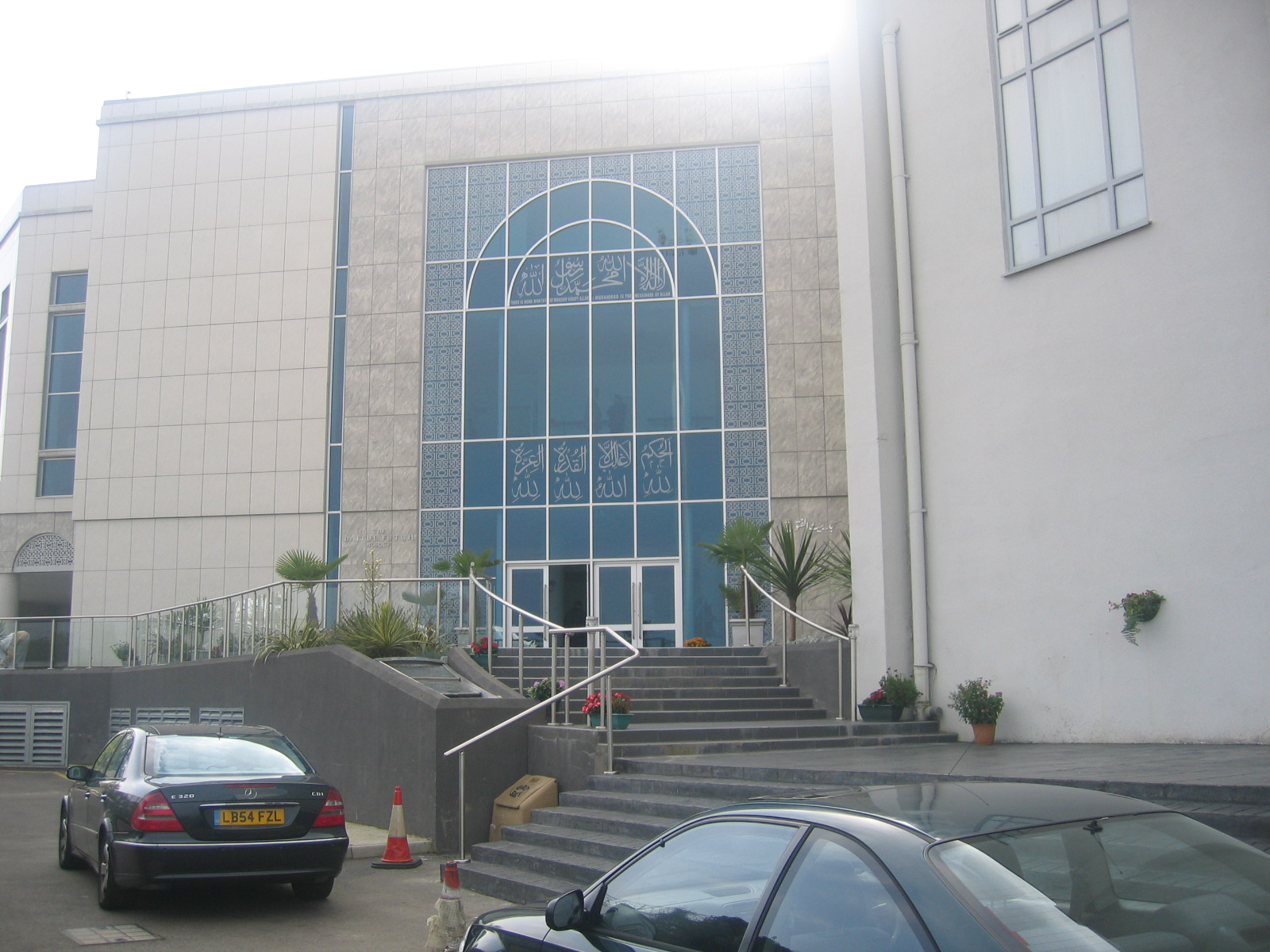
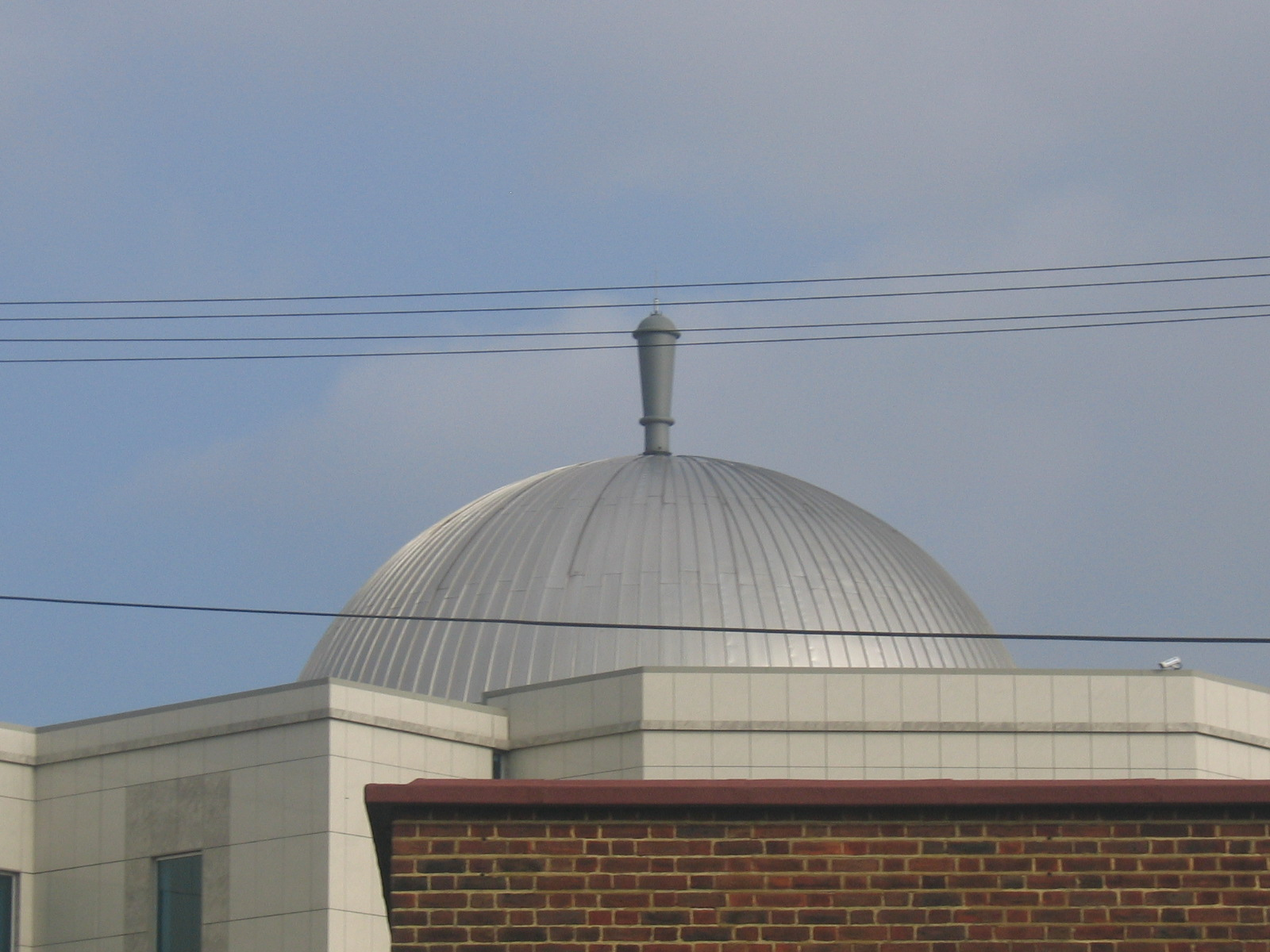
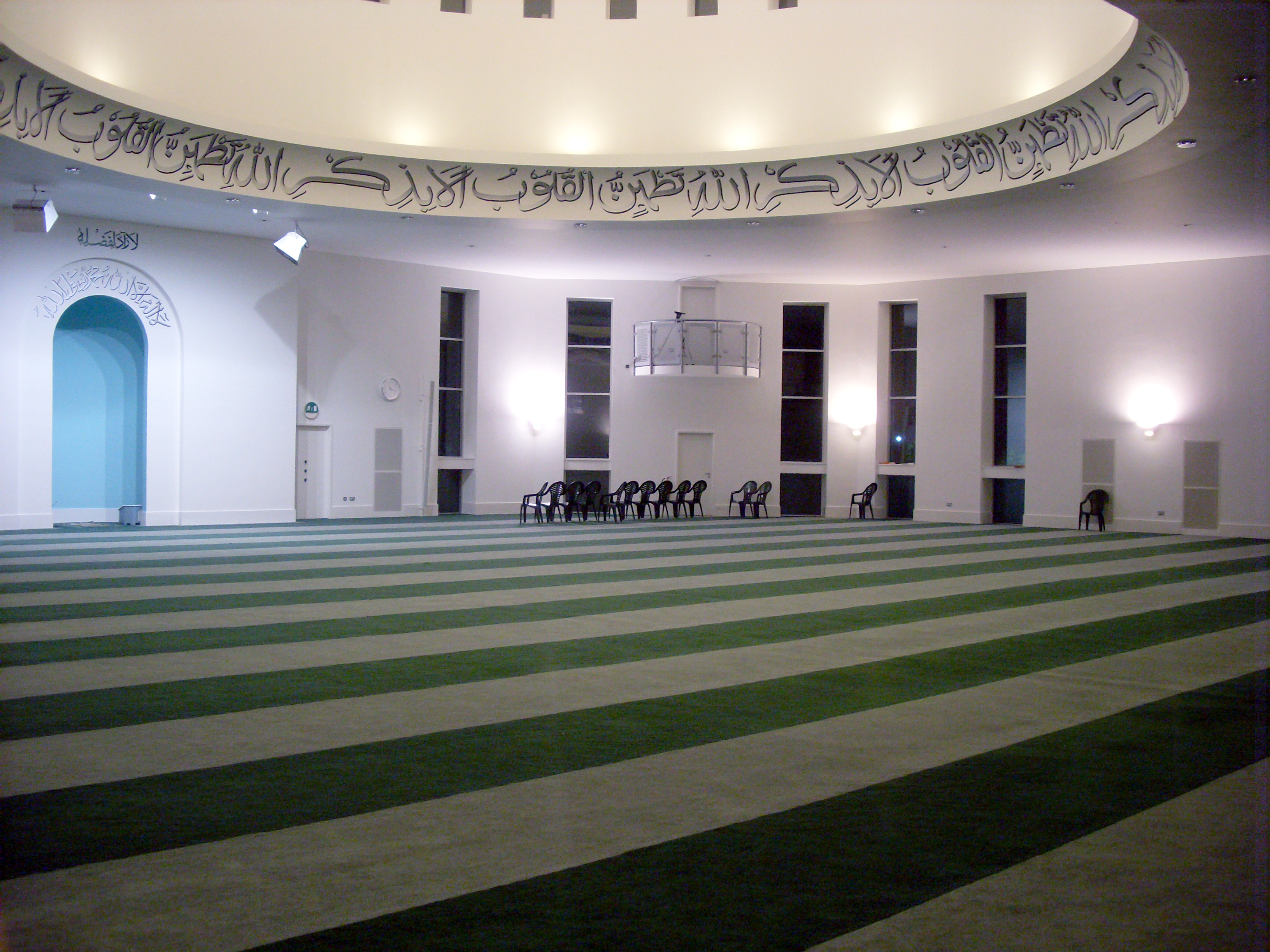